# Route départementale 113 (Yvelines)
Pour les articles homonymes, voir Route départementale 113.
La route départementale 113 ou D113 est l'un des principaux axes routiers du département des Yvelines tant au plan de la circulation routière locale qu'au plan de la circulation régionale. C'est un tronçon de la route nationale 13 qui traverse tout le nord du département entre Bougival et Chaufour-lès-Bonnières, selon un tracé presque parallèle à celui de l'autoroute A 13 à partir d'Orgeval.
Cette route assure principalement un trafic local, participant aussi au délestage de l'autoroute lorsqu'elle-ci est saturée ou encombrée.
C'est une route à deux voies, comportant quelques créneaux de dépassement à trois voies, sauf dans les traversées d'Orgeval et d'Aubergenville où elle comporte 2 x 2 voies.
Le tronçon de route sur la relation Saint-Germain-en-Laye - Mantes-la-Jolie est connu sous le nom de « route de quarante sous ».

## Itinéraire
Dans le sens est-ouest, les communes traversées sont :
- Orgeval, la route D113 commence, en continuation de la RN 13 au croisement avec la route départementale 153 (Poissy-Orgeval) qui assure aussi la liaison avec l'échangeur n° 7 de l'autoroute A13 ;
- Morainvilliers ;
- Ecquevilly, à l'entrée du village, croisement avec la route départementale 43 qui assure la liaison avec Les Mureaux ;
- Bouafle, croisement avec la route départementale 44 ;
- Flins-sur-Seine ;
- Aubergenville croisement avec la route départementale 14 (Les Mureaux-Aubergenville) ;
- Épône, 
  - franchissement de la ligne de la vallée de la Mauldre par un passage supérieur juste avant le poteau d'Épône,
  - croisement avec la route départementale 191 au lieu-dit « le poteau d'Épône »,
  - croisement avec la route départementale 130 qui assure la liaison avec l'échangeur n° 10 de l'autoroute A13 ;
- Mézières-sur-Seine ;
- Guerville, passage sous l'autoroute A13 qui se situe désormais au sud de la RD 113 ;
- Mantes-la-Ville, fin de la route au croisement avec la route départementale 983 dans un échangeur assurant aussi la jonction avec l'autoroute A13.
- Mantes-la-Jolie
- Rosny-sur-Seine où elle croise la route départementale 114
- Rolleboise avec sa célèbre côte
- Freneuse
- Bonnières-sur-Seine
- Chaufour-lès-Bonnières